# Pluraliteit
Pluraliteit betekent bij verkiezingen dat een kandidaat het grootst aantal stemmen heeft ontvangen bij die verkiezingen, of dat één aan de kiezers voorgelegde keuze bij een referendum het grootst aantal stemmen heeft ontvangen.
Ter illustratie: Een persoon wint de verkiezingen door de meeste stemmen binnen te halen en niet door een meerderheid van stemmen (meer dan de helft). In Nederland wordt gesproken dat de partij wint die de grootste is, terwijl feitelijk gesproken dit onjuist is. In Nederland kan een partij "alleen" (d.w.z.: zonder steun van een andere partij) regeren als zij een meerderheid van de zetels heeft behaald.
Na de verkiezingen kan er eventueel worden gekozen op basis van een tweede ronde. Of in plaats van een tweede ronde, kan er ook een winnaar worden bepaald op basis van voorkeur. Dit betekent dat de kiezer de aan hem of haar voorgelegde kandidaten rangschikt naargelang zijn of haar voorkeur.